# Ganfei
Ganfei es una freguesia portuguesa del concelho de Valença, cuenta con 9,35 km² de superficie y 1.312 habitantes (2001). Su densidad de población es de 140,3 hab/km².